# سامانه مدیریت پایگاه داده رابطه‌ای
سامانه مدیریت پایگاه داده رابطه‌ای (به انگلیسی: Relational database management system)، به اختصار (به انگلیسی: RDBMS) یک پایگاه داده‌ها هست که بر اساس مدل رابطه‌ای که ادگار کاد معرفی کرد ساخته شده است. خیلی از پایگاه داده‌های محبوب که الان استفاده می‌گردند بر اساس پایگاه داده‌های رابطه‌ای ساخته شده‌اند.
سامانه مدیریت پایگاه داده رابطه‌ای از اوایل سال ۱۹۸۰ تبدیل به یک انتخاب غالب برای ذخیره‌سازی اطلاعات در پایگاه داده‌های جدید که برای پرونده‌های مالی، ساخت، اطلاعات لوجستکی و اطلاعات پرسنل به کار می‌رفتند، شدند. پایگاه داده‌های رابطه‌ای اغلب جایگزین پایگاه داده‌های سلسله مراتبی و شبکه‌ای شدند، چون استفاده و فهم آن‌ها راحتتر بود. این مدل هم باآمدن مدل پایگاه داده شی‌گرا به چالش کشیده شده‌است.

## سهم مدل از بازار
بر اساس گفته‌های شرکت پژوهشی گارتنر سه فروشنده برتر پایگاه داده‌های رابطه‌ای تجاری در سال ۲۰۱۱ اوراکل، مایکروسافت، اس آ پ بوده‌اند.
همچنین ۳ پیاده‌ساز کننده متن‌باز برتر هم مای‌اس‌کیوال، پست‌گرس‌کیوال، اس‌کیوال لایت اند.

## تاریخ
در سال ۱۹۷۴ آی‌بی‌ام توسعه آی‌بی‌ام سیستم آر، یک پروژه پژوهشی برای توسعه یک نمونه از سامانه مدیریت پایگاه داده رابطه‌ای، را شروع کرد. اولین محصول تجاری آی‌بی‌ام اس‌کیوال/دی اس بود. با این حال اولین محصول تجاری مفید متعلق به اوراکل در سال ۱۹۷۹ بود.

## گذشته تاریخی استفاده از این اصطلاح
اصطلاح پایگاه داده رابطه‌ای اولین بار توسط ادگار کاد در سال ۱۹۷۰ اختراع شد. او اصطلاح خود را در مقاله «یک مدل رابطه‌ای از داده برای بانک‌های داده اشتراکی بزرگ» معرفی کرد. او در این مقاله و مقاله‌هایی که بعدها نوشت آن چیزی را که رابطه‌ای می‌خواند تعریف کرد. یک تعریف شناخته گشته برای پایگاه داده رابطه‌ای از ۱۲ قاعده کاد تشکیل شده است. اگرچه بسیاری از پیاده‌سازی‌های مدل رابطه‌ای همه آن قواعد را ندارند. این اصطلاح رفته رفته تبدیل به یک توصیفی برای یک کلاس گسترده‌تر از سامانه‌های پایگاه داده شد که حداقل:
- داده‌ها را به صورت رابطه به کاربر نشان دهد.(مجموعه‌ای از جدول‌ها که از سطر و ستون تشکیل شده‌اند)
- فراهم‌کردن عملگرهایی برای دستکاری داده‌ها در جدول

یک تعریف معمول از سامانه مدیریت پایگاه داده رابطه‌ای عبارت است از:یک محصول که داده‌ها را به صورت مجموعه‌ای از سطرها و ستون‌ها نمایش می‌دهد، حتی اگر تمام آن بر اساس تئوری رابطه‌ای نباشد. بر این اساس سامانه‌های بر اساس مدل رابطه‌ای ممکن است چند قاعده کاد را نداشته باشند. مکتب دیگری اما می‌گوید اگر پایگاه داده‌ای همه قواعد کاد را پیاده‌سازی نکند، آنگاه رابطه‌ای نخواهد بود. این مکتب در میان بسیاری از نظریه پردازان و پیروان سرسخت کاد رواج دارد. آن‌ها می‌گویند بیشتر پایگاه‌داده‌های رابطه‌ای رایج، رابطه‌ای نیستند. آنها بیشتر از شبه سامانه مدیریت پایگاه داده رابطه‌ای (به انگلیسی: TRDBMS) استفاده می‌کنند.
از سال ۲۰۰۹ بیشتر سامانه‌های مدیریت پایگاه داده‌های رابطه‌ای تجاری، اس‌کیوال را به عنوان زبان پرس‌وجو خود در نظر گرفته‌اند.